# Jacquot Dampfwagen

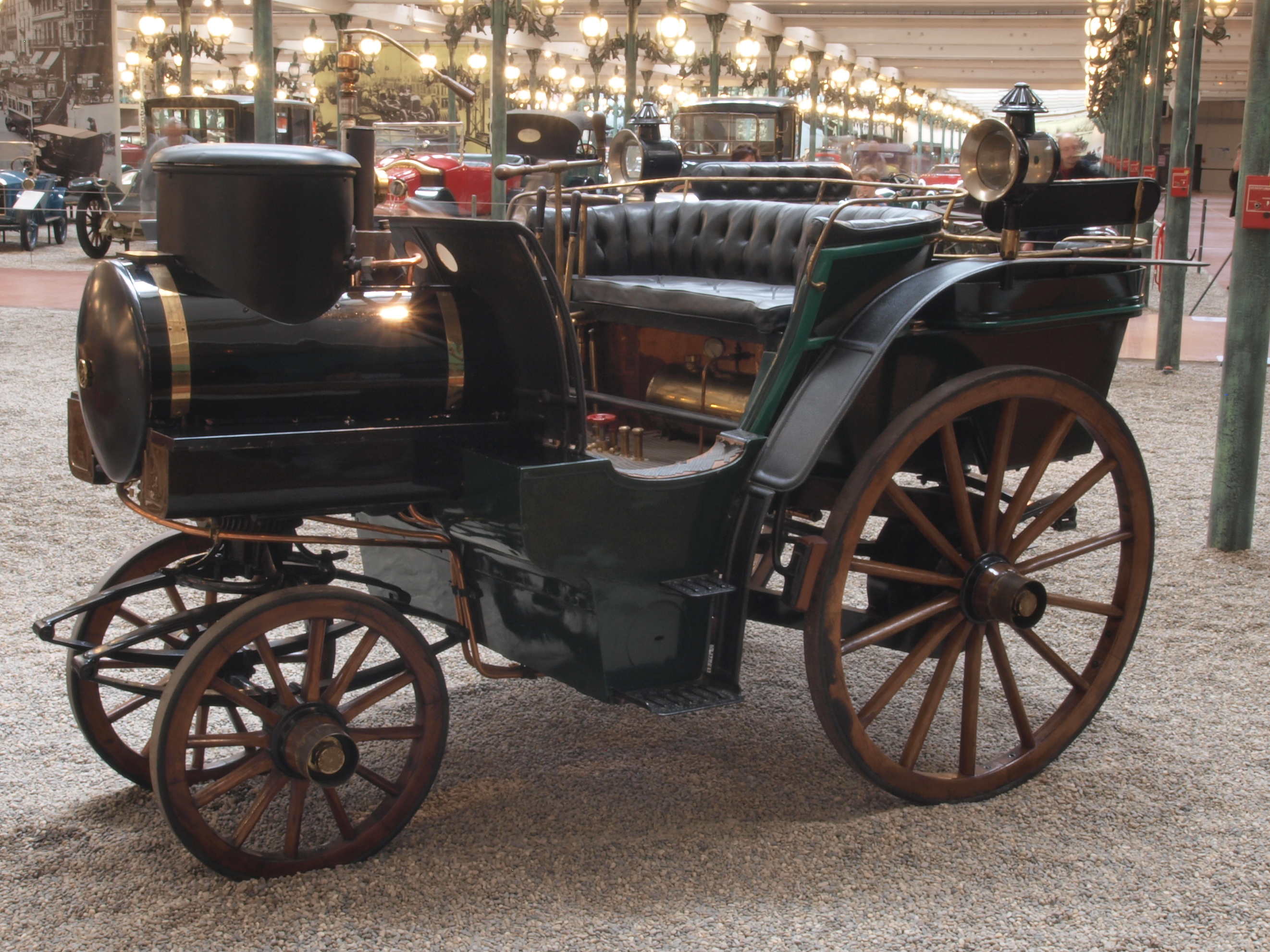
Jacquot Dampfwagen von 1878

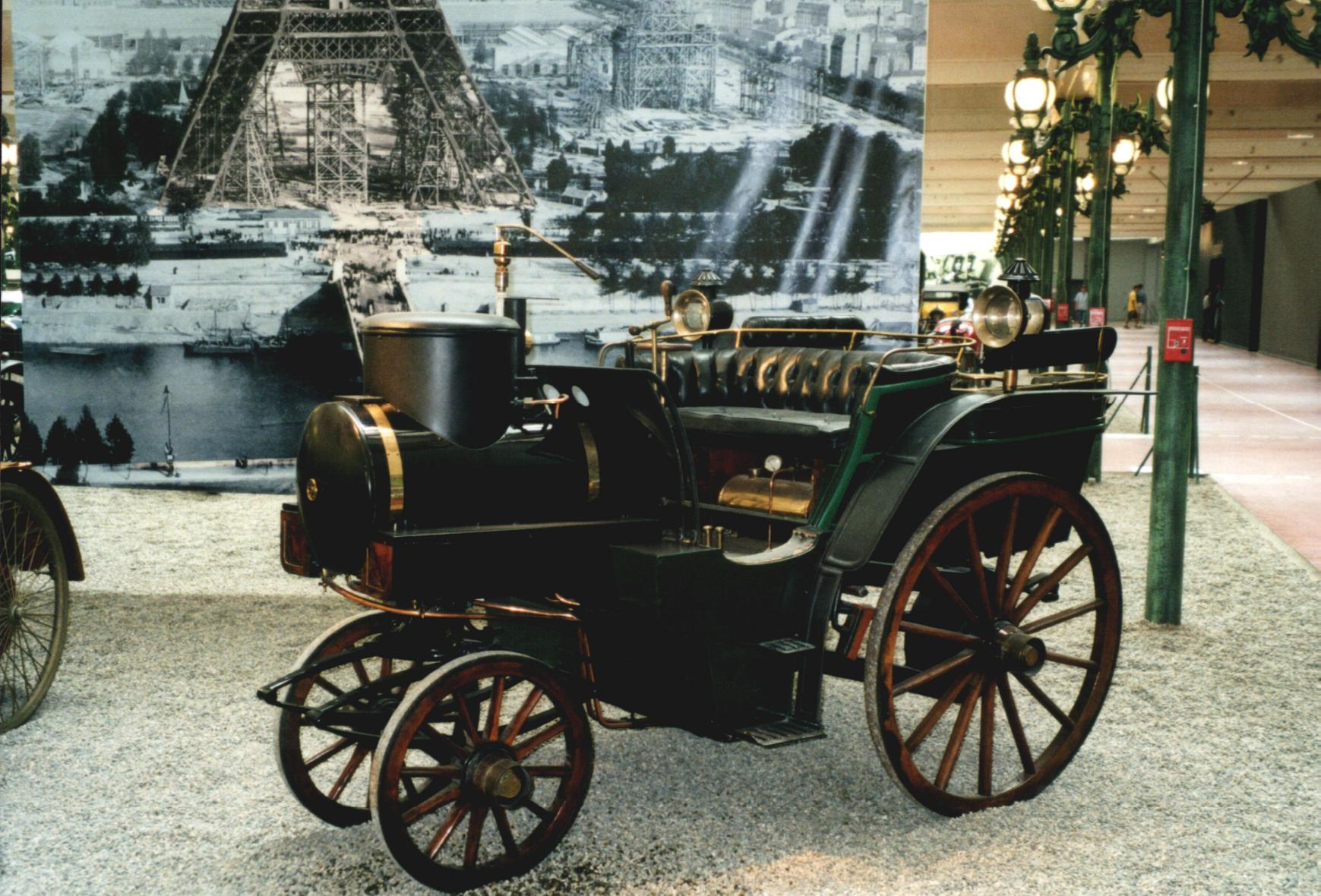
Jacquot Dampfwagen von 1878

Der Jacquot Dampfwagen ist ein frühes Automobil.

## Beschreibung
Der Franzose Jacquot aus Chantilly stellte 1878 einen Dampfwagen her.
Das Fahrzeug hat vier Räder, wobei die hinteren größer sind als die vorderen. Zudem ist die vordere Spurbreite geringer als die hintere. Der Dampfmotor hat zwei separate Zylinder. Der Heizkessel ist oberhalb der Vorderachse angebracht. Die Motorleistung wird über zwei Lederriemen auf die Hinterräder übertragen. Das Getriebe hat Zahnräder mit Pfeilverzahnung. Die einfache Drehschemellenkung wirkt auf die Vorderräder. Gebremst wird das Fahrzeug mit einfachen Klotzbremsen an den Hinterrädern. Das Fahrzeug mit der Karosserieform Wagonette bietet hinter der vorderen Sitzbank auf zwei quer zur Fahrtrichtung angeordneten Bänken Platz für weitere zwei bis vier Personen.
Das Fahrzeug ist erhalten geblieben und in der Cité de l’Automobile in Mülhausen zu besichtigen.